# Mikhailo Kadets
Mikhailo Kadets (rus: Михаил Иосифович Кадец)  (Kíiv, 30 de novembre de 1923 - Khàrkiv, 7 de març de 2011) va ser un matemàtic soviètic ucrainès.

## Vida i obra
El seu pare va ser arrestat el 1937 com a «enemic del poble» i va morir en algun camp del Gulag. Kadets va acabar el estudis secundaris el 1941, al mateix temps de l'invasió alemanya, i va ser evacuat per començar la seva formació militar. El 1946 va ser llicenciat de l'exèrcit i va començar els estudis superiors a la universitat de Khàrkiv, en la qual es va interesar per la teoria dels espais de Banach. Després de graduar-se el 1950 es va traslladar a Makíivka (óblast de Donetsk) per treballar a l'institut de recerca del Ministeri de la Mineria del Carbó. Mentre era a Makíivka, va continuar les seves recerques sobre espais de Banach i va obtenir el doctorat el 1955 amb una tesi sobre classificació dels espais de Banach dirigida per Boris Levin.
El 1957 va retornar a Khàrkiv, però mai va obtenir una plaça de professor titular a la universitat de Khàrkiv degut a l'antisemitisme imperant a la Unió Soviètica. A Khàrkiv va ser professor de diferents escoles superiors i, a partir de 1965, va ser cap del departament de matemàtiques de l'Institut Estatal de Construcció. El seu fill, Vladimir Kadets, nascut el 1960, també és un reputat matemàtic, fortament influït pel treball del seu pare.
Kadets va crear a Khàrkiv un seminari de recerca sobre espais de Banach que va ser universalment conegut i que va influir en els programes de recerca d'altres universitats. A ell se li deuen resultats originals com la propietat de Kadets-Klee (o propietat de Radon-Riesz), el teorema de Kadets-Snobar, o el teorema que porta el seu nom, que afirma que tots els espais infinits separables de Banach son homeomorfs.